# KamaGames
KamaGames è una società sviluppatrice e pubblicatrice di videogiochi per dispositivi mobili, come Pokerist Texas Poker.

## Prodotti
La società si concentra nello sviluppo di titoli emulanti famosi giochi di casino, quasi sempre gratuiti.
- Pokerist: Texas Poker - App di punta della compagnia, nel 2012 è stata inserita da Apple nella lista "Migliori app del 2012".[1]
- Roulettist
- Blackjackist
- Egg Punch2
- Manchester United Social Poker
- Manchester United Social Roulette
- AEW Casino: Double or Nothing

## Unità editoriale
KamaGames ha introdotto un piano di pubblicazione nel giugno del 2013 con lo scopo di intensificare le collaborazioni con altri sviluppatori di videogiochi per cellulari. Quest'ultimo offre agli studi di sviluppo un minimo  di fondi necessari per la prima pubblicazione di titoli.

## Storia
KamaGames, fondata nel 2010, ha sede legale a Dublino, Irlanda.
KamaGames lavora anche con dei team di sviluppo locati in Russia, Stati Uniti e India.

## SCi Power 25 Rating
Nell'agosto del 2013, KamaGames si posizionò 14° nello SCi Power 25 Rating stilato da Social Casino Intelligence.
Lo SCi Power 25 Rating è redatto annualmente con lo scopo di classificare le aziende più importanti in questo settore su scala mondiale.